# Lasiomiris
Lasiomiris is een geslacht van wantsen uit de familie van de Miridae (Blindwantsen). Het geslacht werd voor het eerst wetenschappelijk beschreven door Odo Reuter in 1891.

## Soorten
Het genus bevat de volgende soorten:

- Lasiomiris albopilosus (Lethierry, 1888)
- Lasiomiris marginatus Distant, 1904
- Lasiomiris neoguineanus Carvalho & Afonso, 1977
- Lasiomiris papuensis Woodward, 1957
- Lasiomiris picturatus L.Y. Zheng, 1986
- Lasiomiris purpurascens Zheng, 1986